# Austrocedrus chilensis
Espèce
Statut de conservation UICN

 NT  : Quasi menacé
Austrocedrus chilensis est l'unique espèce du genre Austrocedrus. C'est un conifère appartenant à la famille des Cyprès, les Cupressaceae. L'espèce est endémique des forêts valdiviennes, et aux forêts de steppe voisines mais plus sèches du centre-sud du Chili et de l'Argentine occidentale. Dans ces régions l'espèce est connue comme Lipain ou Ciprés de la Cordillera (en français cyprès de la cordillère), et en anglais comme Austrocedrus, ou parfois Chilean Incense-cedar.